# Juan Tizol

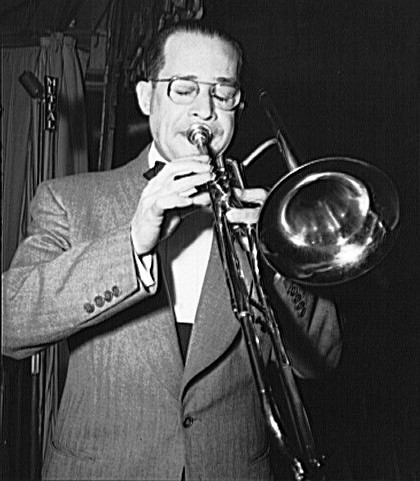
Juan Tizol en 1943.

Juan Tizol Martínez (Vega Baja, Puerto Rico, 22 de enero de 1900-Inglewood de California, Estados Unidos, 23 de abril de 1984) fue un trombonista y compositor puertorriqueño de jazz. 
Fue miembro de la orquesta de Duke Ellington durante unos 15 años, en tres períodos distintos. Entre otras composiciones, Tizol compuso los estándares del jazz «Caravan» y «Perdido», ambos estrechamente asociados a la música de Ellington. Es considerado uno de los primeros jazzistas latinoamericanos que alcanzaron renombre y ejercieron influencia musical en los Estados Unidos, y es el primer exponente puertorriqueño en la historia del jazz.

## Primeros años en Puerto Rico
Nacido en el seno de una familia donde abundaban los músicos, desde niño se vio envuelto en este arte. Aunque su primer instrumento fue el violín, pronto se  decantó por el trombón de pistones, con el que realizaría toda su carrera. Recibió una gran influencia y formación musical de su tío Manuel Tizol Márquez (San Juan de Puerto Rico, 1876-1940), activo tanto en la música clásica como en la música popular. En su juventud, Tizol tocó en la banda de este (para la que compuso y estrenó por lo menos una danza puertorriqueña) y fue ganando experiencia con la interpretación de óperas, ballets y música de baile en la capital del país.

## Viaje a Estados Unidos y trabajo con Duke Ellington
Su vida dio un giro cuando, en 1920, se unió a una banda que viajó a  Estados Unidos para trabajar en Washington y se estableció en el Howard Theater donde tocaron en los espectáculos y películas mudas que se programaban. Su quehacer en este teatro también incluía el tocar en pequeños grupos de jazz o música de baile. De esta manera, Tizol entró en contacto con músicos de jazz como el pianista, compositor y director de big band Duke Ellington, encuentro que resultaría fundamental en su carrera. En agosto de 1929, Tizol fue llamado para formar parte de la banda de Ellington. Allí tomó asiento junto a Joe "Tricky Sam" Nanton en la sección de trombones (de dos atriles), encomendándosele así la quinta voz de la sección de metales en la orquesta de Ellington. El sonido amplio y cálido aprendido por Juan Tizol en Puerto Rico permitió a Duke nuevas posibilidades de escritura con una sección de trombones independiente de las trompetas y que podía llevar la voz principal. Si bien no era un gran improvisador en la orquesta, Tizol interpretaba a menudo solos escritos que aprovechaban su gusto, técnica y agilidad magistrales. Además de su sonido distintivo, tocaba con gran exactitud y estaba considerado un sólido baluarte como músico de sección, sobresaliendo en la orquesta por su capacidad de lectura a primera vista.
A lo largo de las décadas de 1930 y 1940, Tizol participó en los espectáculos, grabaciones discográficas y giras (incluyendo Europa) de la orquesta de Ellington y contribuyó activamente en otros aspectos a su desarrollo. Como copista, invirtió muchas horas en extraer las partes de las partituras que Duke iba escribiendo para los espectáculos sucesivos. Pero además, Juan Tizol fue también compositor de éxito. Obras suyas para la orquesta de Ellington como «Caravan» (1936) (en ocasiones, erróneamente  atribuida a Ellington) y «Perdido» (1941) han sido versionadas en infinidad de ocasiones y son aún piezas imprescindibles para los músicos de jazz de hoy día. Mercer Ellington relata que Tizol inventó la melodía de «Caravan» recordando sus años juveniles en Puerto Rico. La pieza tiene un primer tema con una exótica inspiración en la música árabe y una estática armonía que aportó un precedente para lo que más tarde se conocería como jazz modal. Tizol también fue el responsable de introducir en esta orquesta (y, por ende, en Estados Unidos) sonoridades que entonces también se podían considerar exóticas provenientes de aires centroamericanos a través de composiciones como «Moonlight Fiesta», «Jubilesta», «Conga Brava», «Carnaval» (1942), «Chulita» (1942), «Plazita» (1942), «Bagdad» (1943), «Cuidado» (1951), «Fiesta», «Sirena» y otras. Estos temas pueden ser considerados precursores de lo que posteriormente se denominaría jazz latino.

## Últimos años en California
Principalmente por poder estar con su mujer, Tizol dejó la orquesta de Ellington en 1944 y pasó a formar parte de la de Harry James en Los Ángeles, estableciendo básicamente en la costa oeste el resto de su carrera. Tocó esporádicamente con las orquestas de Louie Bellson y Nelson Riddle (con el que colaboró con Frank Sinatra) y en el espectáculo televisivo de Nat “King” Cole. Tizol regresaría un par de veces a la orquesta de Ellington para volver a retirarse después en California, la primera entre 1951 y 1953. Un incidente algo violento sobre el escenario con el peculiar y extraordinario músico Charles Mingus, que a principios de 1953 llevaba pocos días en la banda ellingtoniana, se haría célebre. Ambos ofrecieron posteriormente versiones contradictorias aunque el altercado costaría el puesto a Mingus a pesar de que Duke era conocido por la permanencia de sus músicos. Juan Tizol Martínez murió en 1984 en California, dos años después del fallecimiento de su mujer, la estadounidense afroamericana Rosebud Brown.